# Cláudio Weber Abramo
Cláudio Weber Abramo (São Paulo, 1946 – São Paulo, 12 de agosto de 2018) foi um jornalista brasileiro, fundador da Transparência Brasil.

## Biografia
Jornalista, também era bacharel em Matemática pela Universidade de São Paulo (USP) e mestre em Filosofia da ciência pela Universidade Estadual de Campinas (Unicamp). Atuou como editor de economia da Folha de S. Paulo, em 1987, e como editor-executivo da Gazeta Mercantil, de 1987 a 1988.
Foi o vencedor do Prêmio Esso de Jornalismo, em 2006, e um dos principais articuladores da Lei de acesso à informação, aprovada em 2011.
Era filho do também jornalista Cláudio Abramo, ex-diretor da Folha de S.Paulo e do O Estado de S. Paulo.  Sua mãe, Hilde Weber, foi a primeira chargista mulher da imprensa brasileira. Tinha quatro filhos: Luis Raul e João Baptista — do casamento com Sílvia Pompeia — e Lucas e Caio — do casamento com Maria Augusta Fonseca. Era casado com Cristina Penz.
Morreu em 12 de agosto de 2018, vítima de câncer no intestino, descoberto dois anos antes.
Seu nome é usado de homenagem para o Prêmio Cláudio Abramo de Jornalismo de Dados, criado em 2019 com o objetivo de premiar o uso de dados por jornalistas brasileiros.